# Bjelovac
Bjelovac (cyr. Бјеловац) – wieś w Bośni i Hercegowinie, w Republice Serbskiej, w gminie Bratunac. W 2013 roku liczyła 201 mieszkańców.